# Jean Taylor

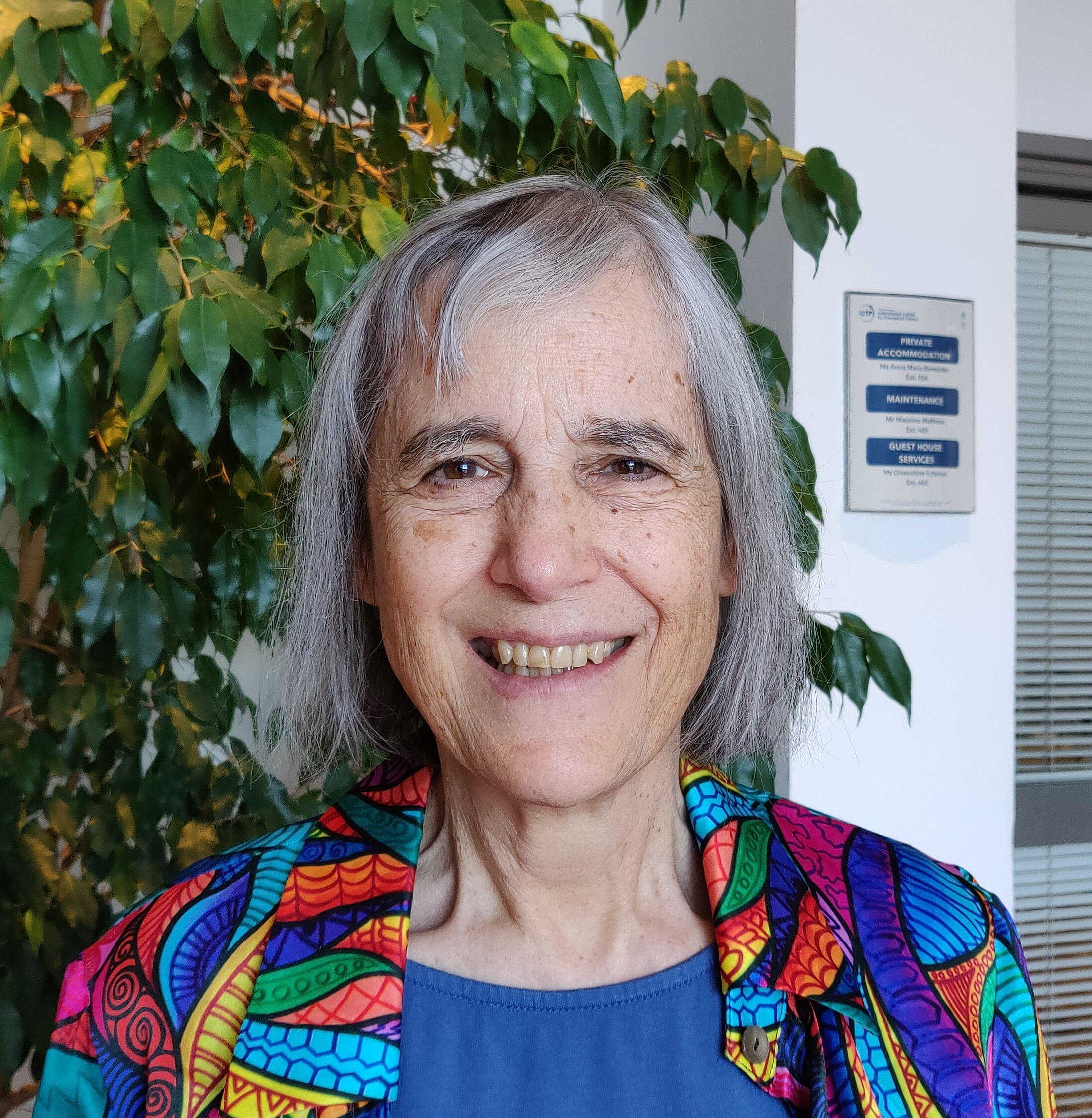
Jean Taylor, 2019

Jean Ellen Taylor (* 17. September 1944 in San Mateo, Kalifornien) ist eine US-amerikanische Mathematikerin, die sich mit Variationsrechnung, Differentialgeometrie und Minimalflächen beschäftigt.

## Leben und Wirken
Taylor studierte zunächst Chemie am Mount Holyoke College in Massachusetts (Bachelor-Abschluss 1966) und an der University of California, Berkeley (Master-Abschluss 1968), wo sie aber schon zur Mathematik wechselte (nachdem sie Vorlesungen von Shiing-Shen Chern hörte). Sie folgte (den politischen Unruhen in Berkeley in den 1968er Zeiten ausweichend) ihrem damaligen Ehemann, dem Mathematiker John Guckenheimer, an die University of Warwick nach England, wo sie 1970 ihren Master-Abschluss in Mathematik machte. Im Herbst 1970 ging sie an die Princeton University, wo sie 1973 bei Frederick Almgren promovierte (Regularity of the singular set of 2-dimensional area minimizing flat chains modulo 3 in {\displaystyle R^{3}}, Inventiones Mathematicae, Bd. 22, 1973, S. 119–159). Danach war sie Instructor am MIT. Ab 1973 war sie zuerst Assistant Professor und ab 1982 Professor an der Rutgers University. Seit 2002 ist sie dort Professor Emeritus. Im selben Jahr ging sie ans Courant Institute of Mathematical Sciences of New York University. 1976 wurde sie Forschungsstipendiatin der Alfred P. Sloan Foundation (Sloan Research Fellowship).
Taylor ist bekannt für ihre Arbeiten in den 1970er Jahren über Minimalprobleme vom Seifenblasen-Typ (in einer mathematischen Formulierung von Almgren, die den experimentellen Seifenblasen näher steht als das bis dahin von Mathematikern vorzugsweise studierte Plateau-Problem) und untersuchte auch mathematische Modelle des Kristallwachstums, wobei sie ebenso Kontakte zum Experiment sucht.
Taylor ist Mitglied der American Association for the Advancement of Science und der American Academy of Arts and Sciences (1999). 1995 bis 1997 war sie Vizepräsident der American Mathematical Society. 2003 war sie Noether-Lecturer. 2001 wurde sie Ehrendoktor des Mount Holyoke College. 1999 bis 2001 war sie Präsidentin der Association for Women in Mathematics. Sie ist Fellow der American Mathematical Society.
Sie war seit 1973 mit dem Mathematiker Frederick Almgren verheiratet, der 1997 starb. Mit ihm hat sie eine Tochter. In ihrer Freizeit ist sie Felskletterin und Bergwanderin und engagiert sich im Konsortium zur Erhaltung des „Black Rock Forest“ 50 Meilen nördlich von New York City, dem eine Reihe von Schulen und Universitäten angehören. Sie ist mit William T. Golden verheiratet.

## Schriften
- mit Frederick Almgren: The geometry of Soap Films and Soap Bubbles, Scientific American, Juli 1976
- The structure of singularities in area-related variational problems with constraints, Bulletin AMS, Bd. 81, 1975, S. 1093
- Some mathematical challenges in material science, Bulletin AMS, Bd. 40, 2003, S. 69

## Verweise
1. ↑  Taylor: The structure of singularities in soap bubble like and soap film like minimal surfaces, Annals of Mathematics, Bd. 103, 1976, S. 489–539

| Personendaten    | Personendaten                           |
| ---------------- | --------------------------------------- |
| NAME             | Taylor, Jean                            |
| ALTERNATIVNAMEN  | Taylor, Jean Ellen (vollständiger Name) |
| KURZBESCHREIBUNG | US-amerikanische Mathematikerin         |
| GEBURTSDATUM     | 17. September 1944                      |
| GEBURTSORT       | San Mateo, Kalifornien                  |